# فرجة العصب الصخري الصغير
فرجة العصب الصخري الصغير هي فرجة في القسم الصخري من العظم الصدغي والتي تنقل العصب الصخري الصغير. وتقع خلف ثلم الجيب الصخري العلوي، وإلى الخلف والوحشي من الثقبة الوداجية.
فرجة العصب الصخري الصغير تتلقى العصب الصخري الصغير عندما يتفرع من العصب البلعومي اللساني (CN 9) قبل دخول العصب البلعومي اللساني الحفرة القحفية الخلفية من خلال الثقبة الوداجية. ثم يكمل العصب الصخري الصغير طريقه أمامياً من الفرجة نحو الثقبة البيضية والتي يخرج من خلالها من تجويف الجمجمة.